# Eva Mozes Kor
Eva Mozes Kor, née le 31 janvier 1934 à Porț (Roumanie) et morte le 4 juillet 2019 à Cracovie (Pologne), est une Roumaine naturalisée Américaine, survivante de la Shoah.
Elle a été victime des expérimentations médicales du médecin S.S. Josef Mengele.

## Biographie
Née dans un petit village de Transylvanie (en Roumanie avant d'être cédée à la Hongrie) , elle fait partie de la seule famille juive de son village . Eva Mozes Kor est la dernière fille d'Alexander et Jaffa Mozes qui ont quatre filles  : ses deux sœurs aînées, Edit et Aliz et sa sœur jumelle, Miriam. Ses premières années d'études se font dans une école comprenant une seule pièce.
Eva Mozes Kor a six ans lorsque son pays est envahi par les Hongrois à la solde des nazis. La famille est envoyée dans le ghetto de Șimleu Silvaniei . De là, elle est arrêtée puis déportée avec toute sa famille à Auschwitz en mai 1944. Sur le quai à la descente du train, elle est, avec sa sœur jumelle Miriam, choisie par Josef Mengele pour devenir ses cobayes. Elles ont alors dix ans. Leurs parents et leurs deux sœurs de douze et quatorze ans sont gazés.
Elle est victime de deux types d'expériences : l'une consistait à comparer la taille de toutes les parties de son corps avec sa sœur jumelle et l'autre consistait en des prises de sang importantes et des injections d'une substance figeant la croissance des reins. Après les premières injections, elle tombe malade et passe deux semaines sur un lit de mort mais finit par se rétablir. Après sa guérison, les expérimentations recommencent.

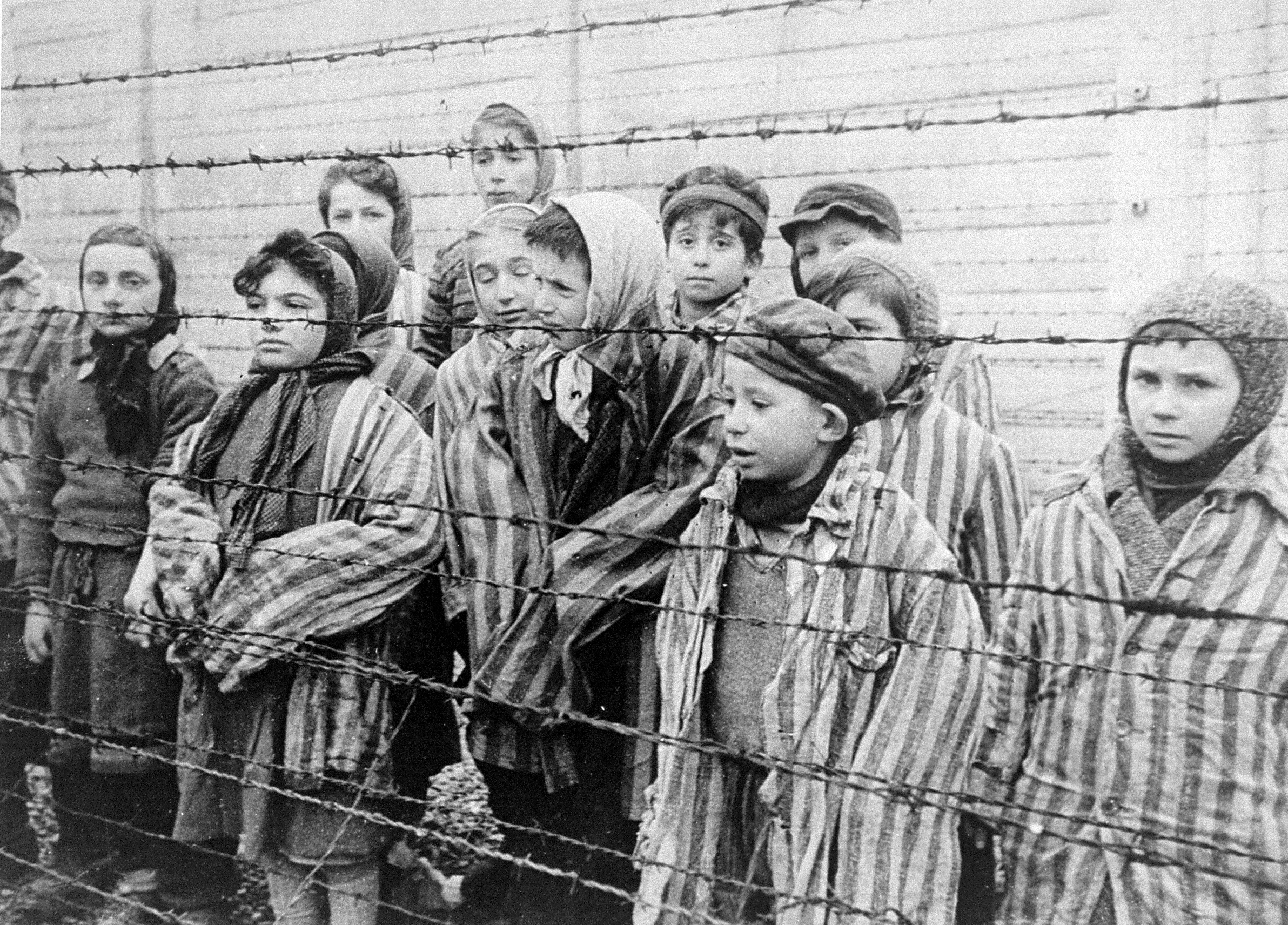
Enfants d'Auschwitz (Eva à droite et Miriam sa sœur jumelle portant des coiffes tricotées) ayant survécu (27 janvier 1945).

Les jumelles sont finalement libérées par l'Armée rouge lors de la libération du camp, en janvier 1945.
Sa sœur Miriam meurt en 1993 d'un cancer de la vessie dû aux expérimentations médicales subies dans son enfance. Ses reins avaient gardé la taille des reins d'un enfant.

## Le pardon
Eva Mozes Kor commence à raconter son histoire en 1978 avec la diffusion de la mini-série de NBCUniversal, Holocauste. Elle a ensuite écrit ses mémoires en 2000, intitulées Echoes of Auschwitz et participe à des conférences pour témoigner auprès du public.
Ayant décidé de pardonner aux nazis, elle rencontre Hans Wilhelm Münch, un ancien médecin d'Auschwitz en 1993, après qu'il a été acquitté des accusations de crimes de guerre. Elle l'invite à venir à Auschwitz avec elle et lui fait signer un document où il admet reconnaître l’existence des chambres à gaz. Elle serre la main d'Oskar Gröning, le comptable d'Auschwitz lors du procès de celui-ci en 2015, bien qu'elle soit parmi la partie civile du procès. Elle demande que sa condamnation à la prison soit transformée en service civique, sous forme de conférences données auprès des plus jeunes. La même année, elle accepte la demande de Rainer Höss, le petit fils du commandant de la SS Rudolf Höss, de l'adopter symboliquement comme fils,,. Cependant, elle aurait pris ses distances peu de temps après, d'après son fils Alex Kor,. En 2017, elle publie une vidéo avec l'aide du site BuzzFeed où elle annonce avoir pardonné à Josef Mengele.
En 1985, elle fonde avec sa sœur le Candles Holocaust Museum and Education Center pour réunir et retrouver les enfants ayant survécu aux expériences nazies pendant la guerre. Le musée se situe à Terre Haute dans l'Indiana. Depuis sa création, le centre a réussi à retrouver une centaine de paires de jumeaux victimes des expériences de Mengele. Le musée est détruit en 2003 — par ce qui semble être des suprématistes blancs — mais est finalement reconstruit deux ans plus tard.
Elle avoue qu'elle a décidé de pardonner aux nazis pour « neutraliser » le pouvoir qu'ils pouvaient avoir sur sa vie. Aux accusations de traîtrise émises par d'anciens déportés, Eva Mozes Kor répond : « Ils me traitent de traîtresse et m'accusent de parler en leur nom. Je n'ai jamais fait ça. Je le fais pour moi-même. Je le fais non parce qu'ils le méritent, mais parce que je le mérite. » Elle considère que les préjugés contre les Juifs sont « une des raisons de l'Holocauste ».
Elle décède le 4 juillet 2019 à Cracovie lors d'un voyage annuel en Pologne organisé par son musée. Cinq jours auparavant, elle avait enregistré son témoignage pour le Musée national Auschwitz-Birkenau.

## Œuvres
- (en) Surviving the Angel of Death: The Story of a Mengele Twin in Auschwitz, 2009Traduit en français par Blandine Longre sous le titre Survivre un jour de plus - Le récit d'une jumelle de Mengele à Auschwitz, éd. Notes de Nuit, coll. « Le passé immédiat », 2018, 140 p,  (ISBN 979-10-93176-11-6)
- (en) Little Eva & Miriam in First Grade, 1994.

## Filmographie
- Forgiving Dr. Mengele (en), 2006.